# Гамрлик, Мартин
Мартин Гамрлик (чеш. Martin Hamrlík; 6 марта 1973, Готвальдов, Чехословакия) — чешский хоккеист, защитник. Брат хоккеиста Романа Гамрлика. Чемпион чешской Экстралиги 2004 года.

## Биография
Мартин Гамрлик почти всю свою хоккейную карьеру провёл в клубе «Злин» (за исключением промежутка с 1992 по 1997 год, когда он играл в Северной Америке). В 2004 году помог родному клубу впервые в своей истории стать чемпионом Экстралиги. В 1999 и 2004 годах признавался лучшим защитником чешского чемпионата. 4 раза был лучшим бомбардиром среди защитников Экстралиги. Завершил карьеру в 2013 году. Его свитер с 41-м номером висит под сводом зимнего стадиона Людека Чайки, на котором проводит свои матчи «Злин». После окончания карьеры хоккеиста стал тренером «Злина»: работал с юниорами до 18 лет, с сезона 2016/17 является ассистентом главного тренера главной команды. Его сын Матьяш (род. 09.08.2000 г.) c 2019 года привлекается к играм за основной состав «Злина».

## Достижения

### Командные
Чемпион Европы среди юниоров 1991
 Чемпион Чехии 2004
 Серебряный призёр чемпионата Чехии 1999, 2005, 2013
 Бронзовый призёр чемпионата Европы среди юниоров 1990 и молодёжного чемпионата мира 1991
 Бронзовый призёр чемпионата Чехии 2002

### Личные
- Лучший защитник Экстралиги 1999 и 2004
- Лучший бомбардир—защитник Экстралиги 2000 (46 очков), 2001 (38), 2004 (37) и 2009 (33)
- Лучший ассистент—защитник Экстралиги 2000 (34 передачи), 2002 (29) и 2004 (26)
- Лучший снайпер—защитник Экстралиги 2000 (12 шайб) и 2009 (12)

## Статистика
- Чешская экстралига/чемпионат Чехословакии — 969 игр, 521 очко (145+376)
- ИХЛ — 288 игр, 92 очка (19+73)
- Хоккейная лига Онтарио — 26 игр, 15 очков (4+11)
- АХЛ — 9 игр, 4 очка (1+3)
- Сборная Чехии — 3 игры, 1 очко (0+1)
- Кубок европейских чемпионов — 2 игры, 1 очко (0+1)
- Всего за карьеру — 1297 игр, 634 очка (169 шайб + 465 передач)